# Rihards Kozlovskis
Rihards Kozlovskis (Riga, RSS de Letònia, 26 de maig de 1969) és un polític i advocat letó que és l'actual Ministre de l'Interior de Letònia. És membre del partit Unitat. Entre 2011 i 2014 havia estat membre del Partit Reformista
Kozlovskis fou nomenat Ministre de l'Interior el 25 d'octubre de 2011.
Va rebre l'Orde de Viesturs per la seva tasca durant la cimera de Riga de 2006.